# Jefferson Mays

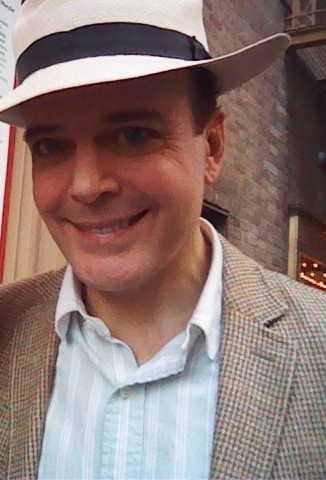
Jefferson Mays in 2014

Lewis Jefferson Mays (Clinton (Connecticut), 8 juni 1965) is een Amerikaans acteur.

## Biografie
Mays haalde zijn bachelor of arts aan de Yale College, onderdeel van Yale-universiteit, in New Haven (Connecticut). Hierna haalde hij zijn master of fine arts aan de Universiteit van Californië in San Diego (Californië).
Mays begon in 1988 met acteren als stemacteur in de televisieserie Dynaman, waarna hij nog meerdere rollen speelde in televisieseries en films. Naast het acteren voor televisie is hij ook actief in het theater, in 2003 maakte hij zijn debuut op Broadway in het toneelstuk I Am My Own Wife. Met deze rol won hij een Tony Award en een Drama Desk Award.
Mays is getrouwd met de Australische actrice Susan Lyons.

## Filmografie

### Films
Uitgezonderd korte films.
- 2023 Seneca - als verteller
- 2021 The Tragedy of Macbeth - als dokter
- 2020 Charles Dickens' A Christmas Carol - als verteller
- 2018 The Ballad of Buster Scruggs - als Gilbert Longabaugh
- 2017 Rebel in the Rye - als William Maxwell
- 2015 I Am Michael - als prediker leraar
- 2014 Inherent Vice - als dr. Threeply
- 2014 Ned Rifle - als dr. Ford
- 2014 The Giver - als Community
- 2010 Le mystère - als Benjamin Cuvier
- 2008 How to Lose Friends & Alienate People - als Bill Nathanson
- 2006 Memoirs of My Nervous Illness - als Daniel Schreber
- 2005 The Notorious Bettie Page - als Little John
- 2004 Alfie - als dr. Miranda Kulp
- 2004 Kinsey - als vriend van Effete Man
- 2002 Benjamin Franklin - als Elkanah Watson
- 1999 The Big Brass Ring - als Garne Strickland
- 1998 Cousin Bette - als Stidmann
- 1997 Hudson River Blues - als Eric
- 1995 The Low Life - als zakenman in Hollywood
- 1993 Grey Knight - als Martin Bradley

### Televisieseries
Uitgezonderd eenmalige gastrollen.
- 2023-2024 Radio Play Revival - als de verteller - 2 afl.
- 2022-2023 Julia - als Albert Duhamel - 8 afl.
- 2020 Perry Mason - als Virgil Sheets - 5 afl.
- 2019 I Am the Night - als George Hodel - 6 afl.
- 2015-2016 Unbreakable Kimmy Schmidt - als vader - 2 afl.
- 2014-2016 Law & Order: Special Victims Unit - als dr. Rudnick - 7 afl.
- 2015 The Americans - als Walter Taffet - 4 afl.
- 2010 Detroit 1-8-7 - als dr. Roger Kosowski - 2 afl.
- 1997 Liberty! The American Revolution - als James Madison - 6 afl.

## TheaterwerkBroadway
- 2022 A Christmas Carol - als ??
- 2022 The Music Man - als burgemeester Shinn
- 2017 Oslo - als Terje Rød-Larsen
- 2016-2017 The Front Page - als Bensinger
- 2013-2016 A Gentleman's Guide to Love & Murder - musical - als D'Ysquith Family
- 2012 Gore Vidal's The Best Man - toneelstuk - als Sheldon Marcus
- 2007 Pygmalion - toneelstuk - als Henry Higgins
- 2007 Journey's End - toneelstuk - als Private Mason
- 2003-2004 I Am My Own Wife - toneelstuk - als Charlotte von Mahlsdorf

- Gemeinsame Normdatei: 1216348197
- International Standard Name Identifier: 0000 0000 3895 4580
- Library of Congress Control Number: no00010686
- MusicBrainz: 1508c9e5-4f51-439a-bf06-9c39c9b965da
- Virtual International Authority File: 58617187
- WorldCat: E39PBJjXmgy7vHqYhjvW6xkJjC